# منتخب فنلندا لكأس ديفيز
منتخب فنلندا لكأس ديفيز (بالفنلندية: Suomen Davis Cup -joukkue)‏ هو ممثل فنلندا الرسمي في كرة المضرب في كأس ديفيز.